# Castillo de Trujillo
Das Castillo de Trujillo ist eine Burg in Trujillo, einer Stadt in der spanischen Provinz Cáceres der Autonomen Region Extremadura, die im Mittelalter errichtet wurde. Die Burg, oberhalb der Stadt auf dem Cabeza de Toro gelegen, ist ein geschütztes Baudenkmal.

## Geschichte Beschreibung
Die Burg wurde im 13. Jahrhundert auf einer alten maurischen Festung des 9./10. Jahrhunderts errichtet. Die quadratischen Türme der islamischen Militärarchitektur sind noch erhalten. Die Burg ist aus Bruchstein erbaut, sie besteht aus dem Kasernenhof und dem Mauerring (span. Alcazaba).

## Weblinks

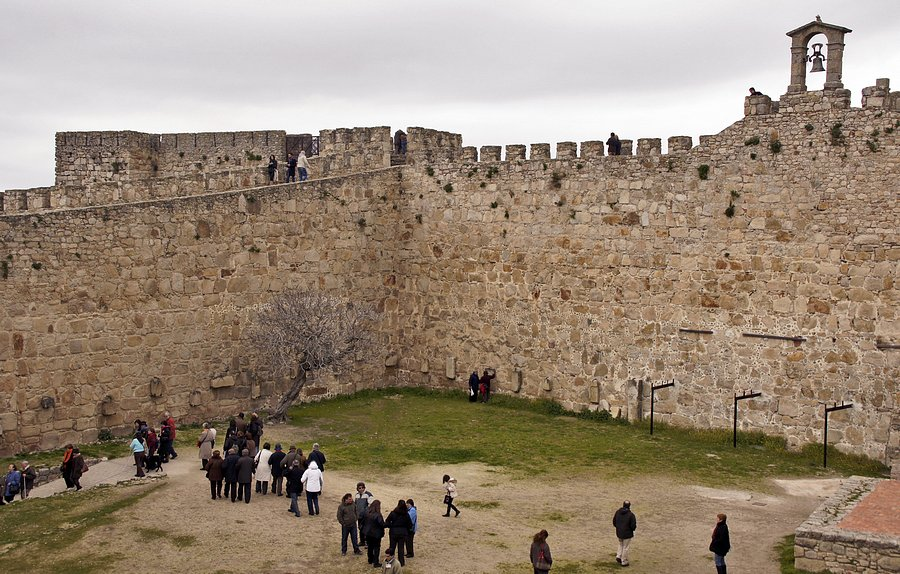
Burghof